# 灌汤包
灌汤包，俗称汤包、也称灌汤小笼包或小籠湯包，是一款起源于北宋都城开封、现流行于中国各地的著名點心。

## 歷史

### 早期發明的作法
灌汤包在北宋都城汴京的餐饮市场中已有售卖，称作「山洞梅花包子」，是当时72家正店之一「玉楼」的招牌，外形有「提起像灯笼，放下像菊花」之稱，传统采用猪后腿的瘦肉为馅，精粉为皮，爆火蒸制而成。汤汁是由皮冻中来，皮冻入馅时是固体，遇热便融化成为浓汤。

### 江南改良後
灌汤包江南称之为汤包，据说是由北宋经历靖康之变后，随北宋王室传入南宋都城临安的，又称「灌浆馒头」，为当时著名的市井小吃。到了明、清时期，江南淮扬一带的蟹黄汤包已经享有盛誉，其特色是皮薄如纸，吹弹即破，皮内富有皮冻制成的卤汁，與今日的已經很相似。

### 進入小籠蒸煮時代
1922年，黄继善於开封创立第一楼包子馆。1930年代，黄继善改用死麵製皮，并用白糖、味精为馅提鲜。 通过搓、甩、拉、拽、3次「贴水」、3次「贴麵」的「三软三硬」工艺，使麵皮盘筋韧光滑，不漏汤，不掉衣，最终达到「色白筋柔」的灌汤包标准。在烹饪方法上，黄继善将大笼蒸制改为小笼蒸制，且连笼上桌，即吃即蒸，做成一嘴吃掉的大小，保持了包子的热度和形状直到入口，故謂之小笼包，形成了「灌汤小笼包子」的吃法，开封第一楼也就此成为灌汤包名店，被誉为「中州膳食一绝」。
而在口味方面亦有創新，又以出名的蟹黄汤包为江苏省的一种著名小吃，经营蟹黄汤包的知名店家有镇江宴春酒楼、淮安文楼、靖江鸿运楼、扬州富春茶社及南京龙袍镇。

## 吃法
灌汤包的汤汁内含有皮冻，如直接食用容易腻口，所以蘸上适量陈醋并配上一撮姜丝，能够解油腻。灌汤包的包子面皮筋道，中间的肉汤采用牛骨髓慢火炖出，味道鲜美，传统吃法是配上八宝稀饭或者米粥。

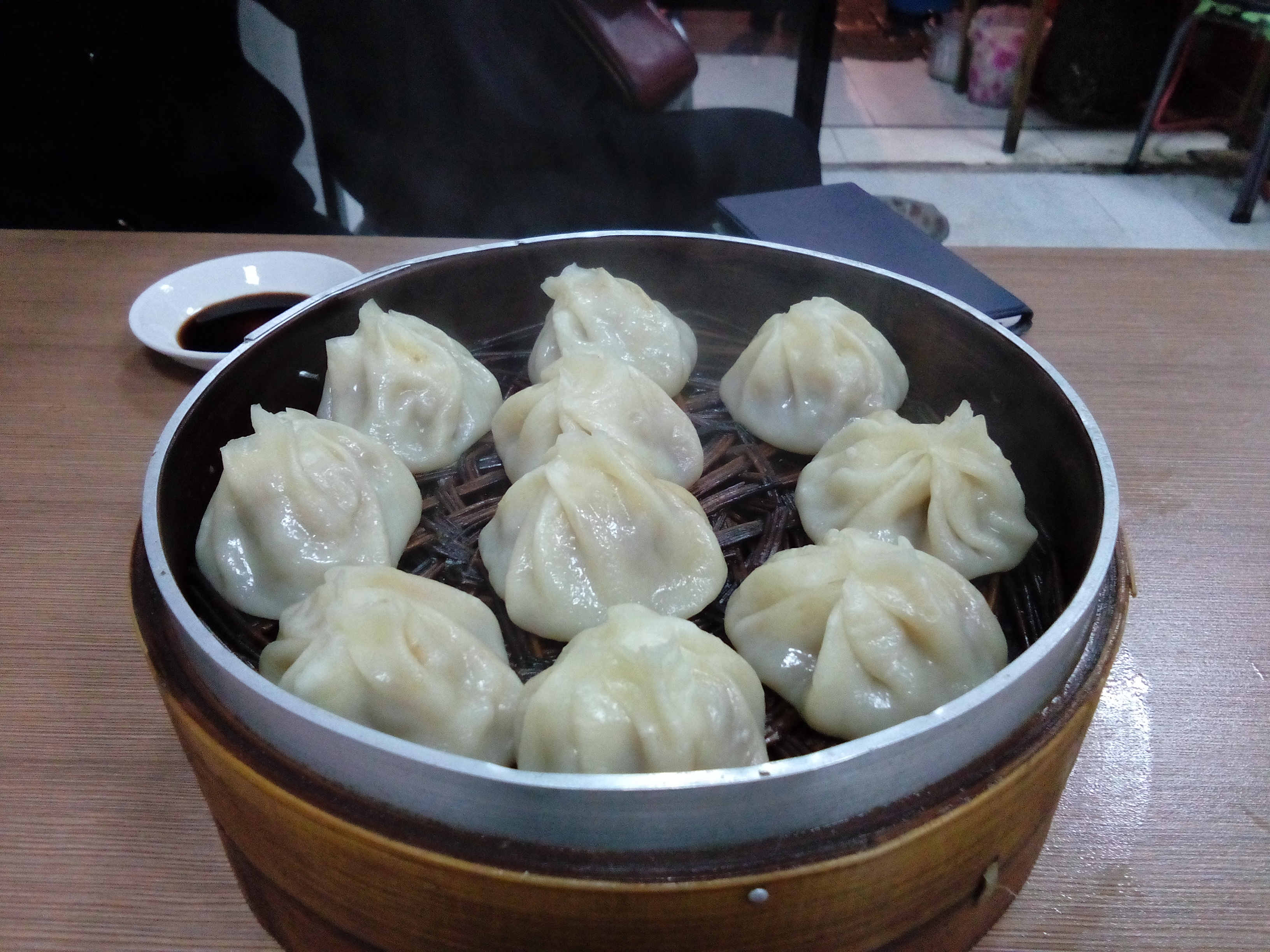
邯郸本地的汤包
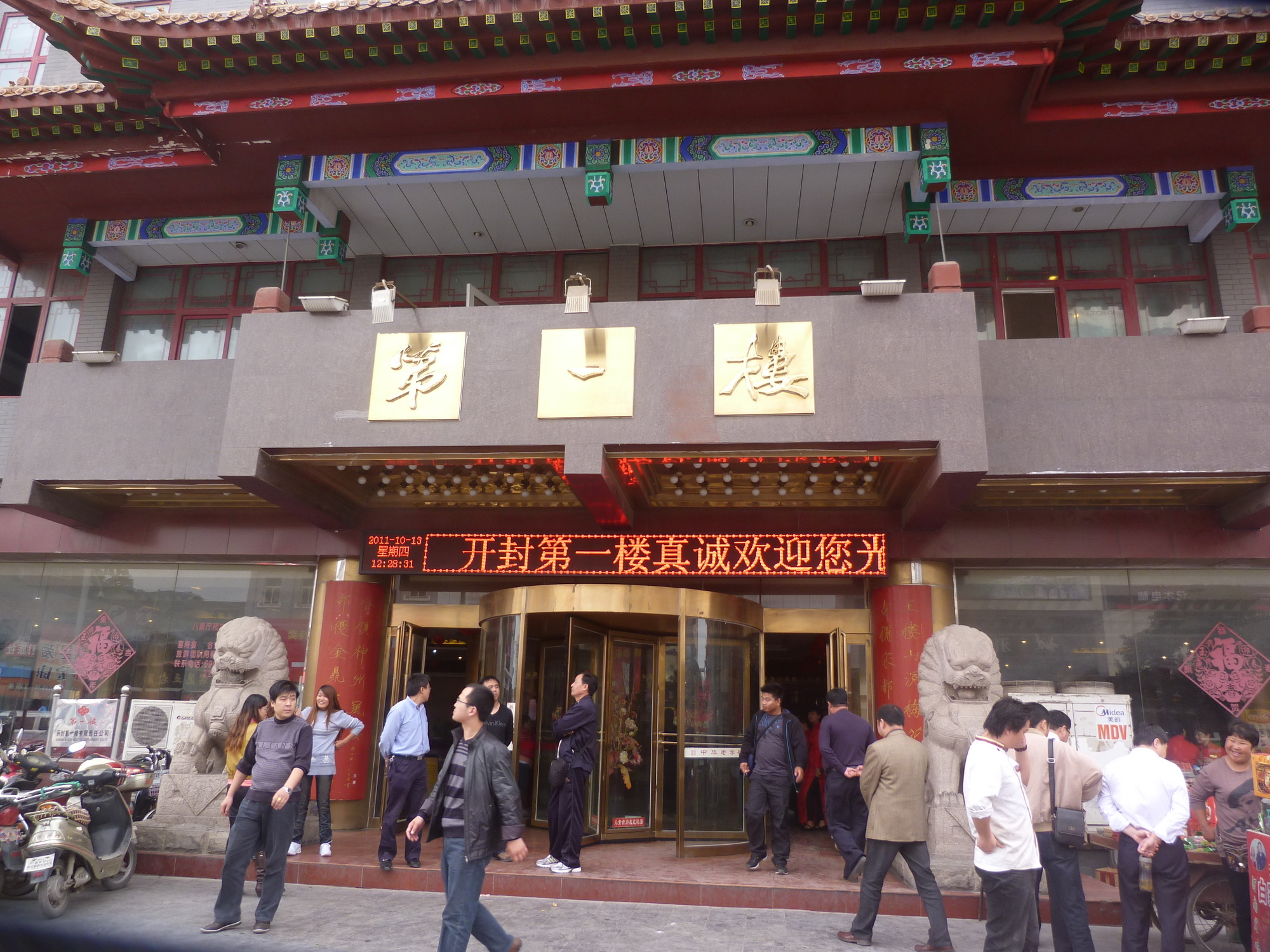
开封第一楼
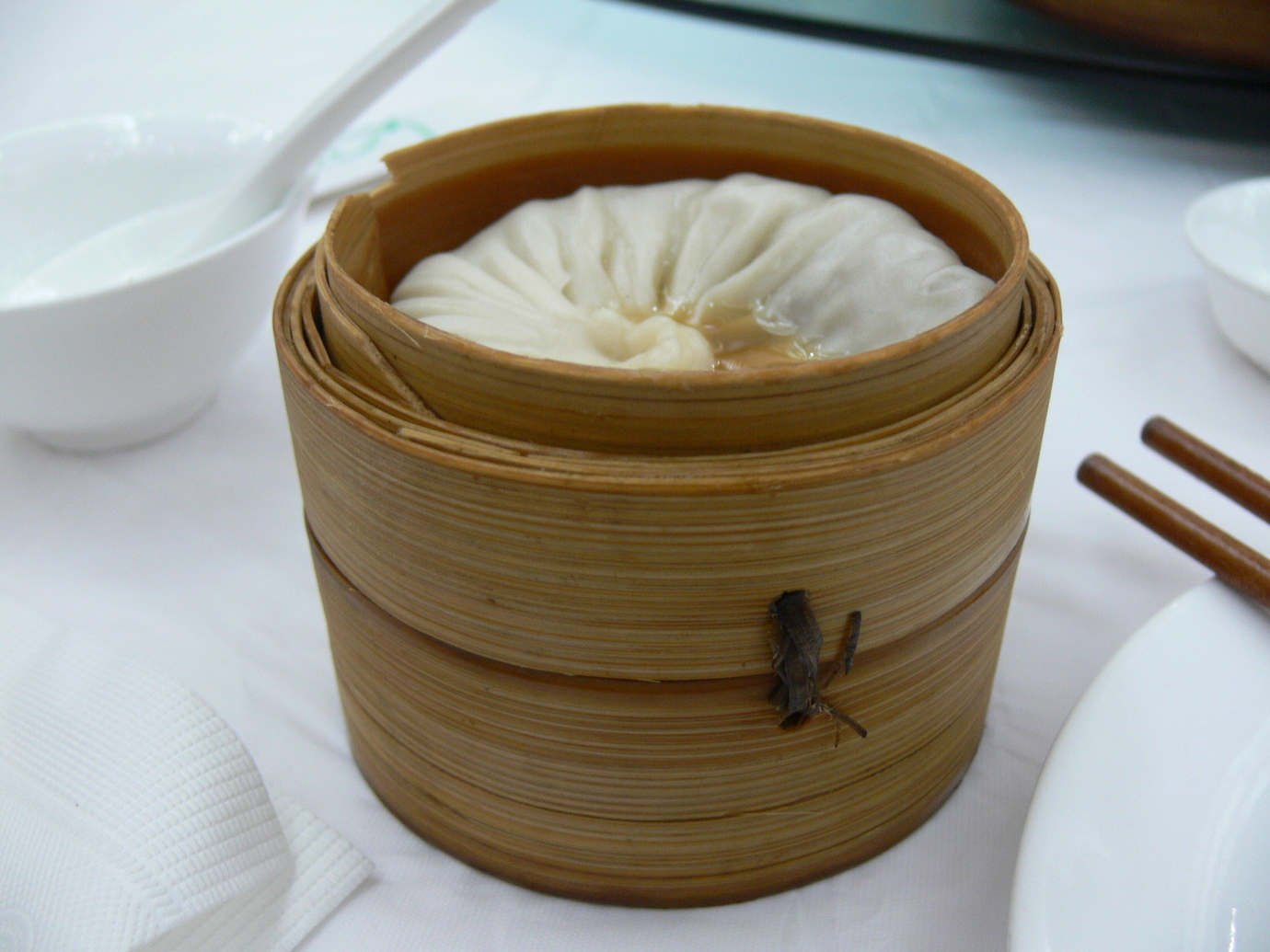
扬州富春茶社汤包
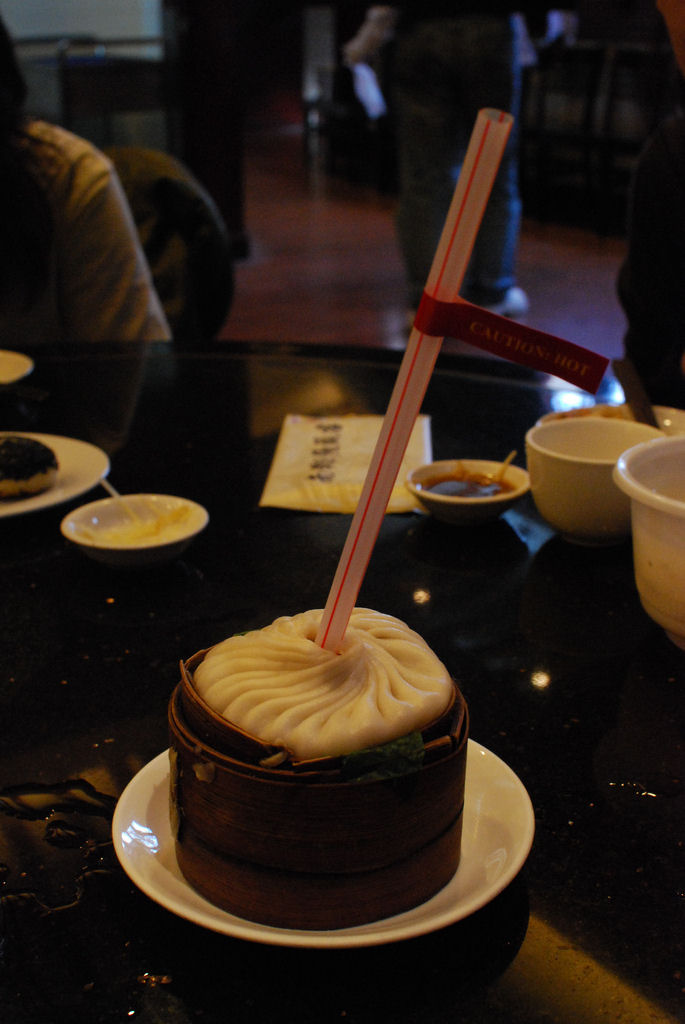
一只吸管插入的江南一笼一只的大汤包

## 以灌汤包闻名的地方
|  | - 开封：开封灌汤包 - 陕西：贾三灌汤包 - 大连：老钟灌汤包 - 天津：天津灌汤包 - 济南：猪肉灌汤包 - 武汉：四季美汤包 |  | - 南京：龙袍汤包 - 扬州：富春汤包 - 泰州：靖江鸿运汤包 - 镇江：宴春汤包 - 淮安：文楼汤包 - 常州：蟹黃汤包 |

## 衍生食品
- 蟹黃湯包
- 小籠包：改進縮小後，江南地区常見的點心
- 灌湯餃：廣東、香港和澳門地區常見的點心

## 軼聞
- 夜騎開封：2024年中國河南地區大學生社群出現的單車騎行活動，其起因即為4名女大學生一時興起，騎乘共享單車前往開封食用灌湯包的事件。[6]